# 2016년 하계 올림픽 사이클
제31회 하계 올림픽 사이클 경기는 2016년 8월 6일부터 8월 21일까지 열렸다.

## 참가국
- 알제리 (2)
- 아르헨티나 (6)
- 오스트레일리아 (31)
- 오스트리아 (4)
- 아제르바이잔 (3)
- 벨라루스 (4)
- 벨기에 (14)
- 볼리비아 (1)
- 브라질 (10)
- 불가리아 (1)
- 캐나다 (19)
- 칠레 (2)
- 중화인민공화국 (14)
- 콜롬비아 (15)
- 코스타리카 (2)
- 크로아티아 (2)
- 쿠바 (3)
- 키프로스 (1)
- 체코 (12)
- 덴마크 (13)
- 도미니카 공화국 (1)
- 에콰도르 (2)
- 이집트 (1)
- 에리트레아 (1)
- 에스토니아 (2)
- 에티오피아 (1)
- 핀란드 (1)
- 프랑스 (22)
- 독일 (29)
- 영국 (26)
- 그리스 (3)
- 괌 (1)
- 과테말라 (1)
- 홍콩 (5)
- 헝가리 (1)
- 인도네시아 (1)
- 이란 (3)
- 아일랜드 (3)
- 이스라엘 (2)
- 이탈리아 (19)
- 일본 (9)
- 카자흐스탄 (3)
- 코소보 (1)
- 라오스 (1)
- 라트비아 (4)
- 레소토 (1)
- 리투아니아 (4)
- 룩셈부르크 (3)
- 말레이시아 (2)
- 모리셔스 (1)
- 멕시코 (4)
- 모로코 (4)
- 나미비아 (3)
- 네덜란드 (26)
- 뉴질랜드 (19)
- 노르웨이 (7)
- 폴란드 (17)
- 포르투갈 (6)
- 푸에르토리코 (1)
- 루마니아 (1)
- 러시아 (16)
- 르완다 (2)
- 세르비아 (2)
- 슬로바키아 (2)
- 슬로베니아 (7)
- 남아프리카 공화국 (7)
- 대한민국 (8)
- 스페인 (12)
- 스웨덴 (4)
- 스위스 (15)
- 중화 타이베이 (2)
- 태국 (2)
- 동티모르 (1)
- 트리니다드 토바고 (1)
- 튀니지 (1)
- 튀르키예 (2)
- 우크라이나 (7)
- 아랍에미리트 (1)
- 미국 (21)
- 베네수엘라 (9)

## 메달리스트

### 나라별 메달 집계
| 순위 | 국가           | 금메달 | 은메달 | 동메달 | 합계 |
| ---- | -------------- | ------ | ------ | ------ | ---- |
| 1    | 영국           | 6      | 4      | 2      | 12   |
| 2    | 네덜란드       | 2      | 3      | 1      | 6    |
| 3    | 미국           | 2      | 3      | 0      | 5    |
| 4    | 스위스         | 2      | 0      | 0      | 2    |
| 5    | 스웨덴         | 1      | 1      | 0      | 2    |
| 6    | 벨기에         | 1      | 0      | 1      | 2    |
| 6    | 콜롬비아       | 1      | 0      | 1      | 2    |
| 6    | 독일           | 1      | 0      | 1      | 2    |
| 6    | 이탈리아       | 1      | 0      | 1      | 2    |
| 10   | 중국           | 1      | 0      | 0      | 1    |
| 11   | 러시아         | 0      | 2      | 1      | 3    |
| 12   | 덴마크         | 0      | 1      | 2      | 3    |
| 13   | 오스트레일리아 | 0      | 1      | 1      | 2    |
| 13   | 폴란드         | 0      | 1      | 1      | 2    |
| 15   | 체코           | 0      | 1      | 0      | 1    |
| 15   | 뉴질랜드       | 0      | 1      | 0      | 1    |
| 17   | 캐나다         | 0      | 0      | 2      | 2    |
| 18   | 프랑스         | 0      | 0      | 1      | 1    |
| 18   | 말레이시아     | 0      | 0      | 1      | 1    |
| 18   | 스페인         | 0      | 0      | 1      | 1    |
| 18   | 베네수엘라     | 0      | 0      | 1      | 1    |
| 합계 | 합계           | 18     | 18     | 18     | 54   |

### 도로 경기
| 종목 | 금 | 은 | 동 |
| ---- | -- | -- | -- |

### 트랙 경기
| 종목 | 금 | 은 | 동 |
| ---- | -- | -- | -- |

### 산악 경기
| 종목 | 금 | 은 | 동 |
| ---- | -- | -- | -- |

### BMX
| 종목 | 금 | 은 | 동 |
| ---- | -- | -- | -- |